# Prothyron

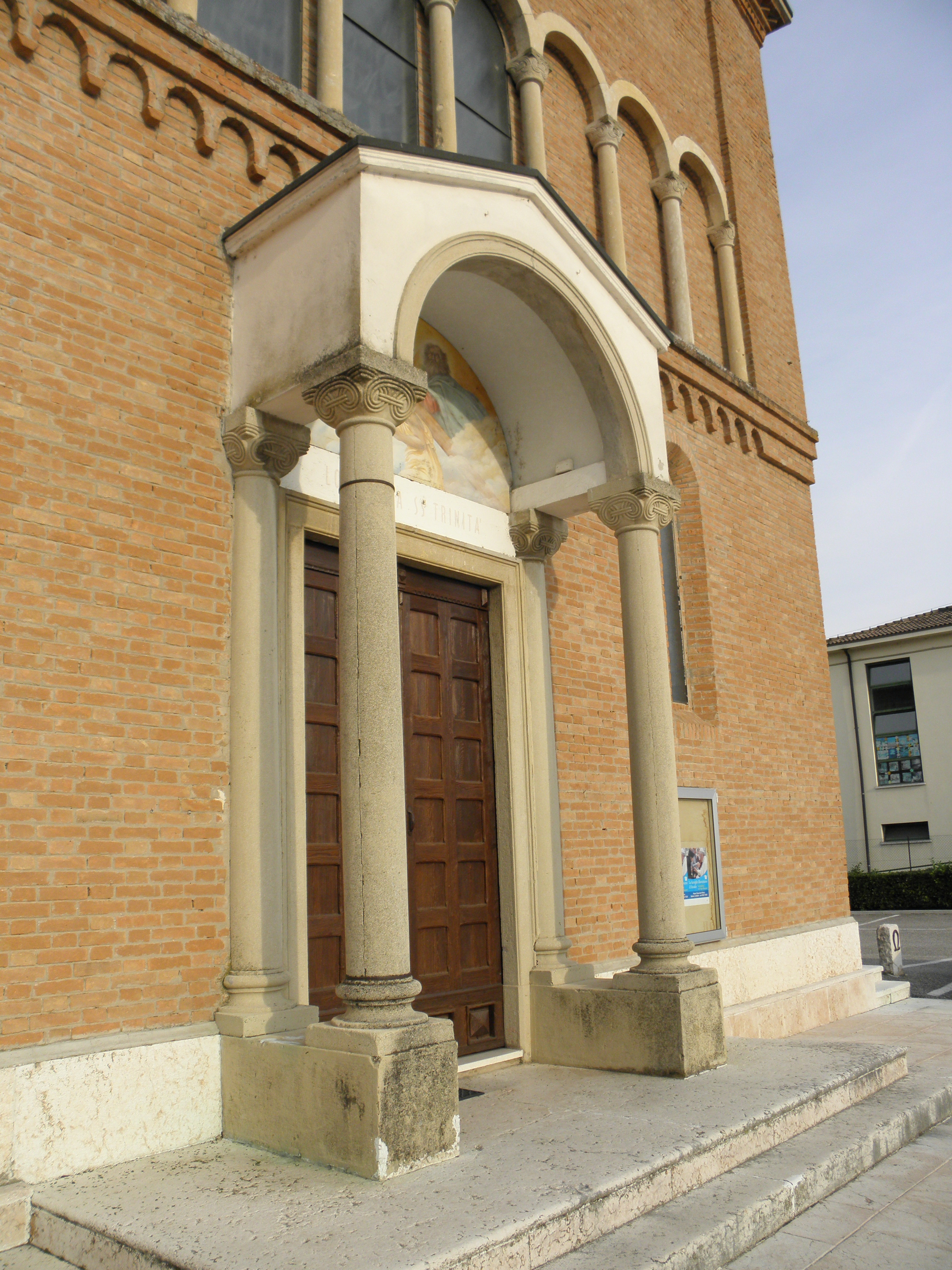
Protyron przy wejściu do kościoła św. Trójcy w Zevio

Prothyron – element architektoniczny w postaci małego ganku, o dachu wspartym na dwóch kolumnach, zazwyczaj nieznacznie wzniesiony nad poziom gruntu. Dach jest zespolony z bryłą budynku, oparty na łukach lub architrawach, może mieć formę dwuspadową lub niewielkiej kopuły. Prothyron można uznać za propylon zmniejszony do jednego traktu.
Stosowany w architekturze klasycznej, popularny w bizantyńskiej, skąd został przejęty przez islamską, zwłaszcza w Turcji.